# Stratencircuit San Jose

Parcours in 2006

Het stratencircuit van San Jose is een niet-permanent racecircuit gelegen in de Amerikaanse stad San Jose in de San Francisco Bay Area. Van 2005 tot 2007 werd er jaarlijks een Champ Car race georganiseerd, de San Jose Grand Prix. De eerste twee edities werden gewonnen door de Fransman Sébastien Bourdais. De laatste editie uit 2007 werd gewonnen door de Nederlander Robert Doornbos, nadat hij vanaf een vijftiende plaats vertrokken was op de startgrid. Het was Doornbos zijn tweede Champ Car overwinning nadat hij eerder dat jaar ook won op Mont-Tremblant.

## Winnaars
Winnaars op het circuit voor een race uit de Champ Car-kalender.
| Jaar | Rijder             |
| ---- | ------------------ |
| 2005 | Sébastien Bourdais |
| 2006 | Sébastien Bourdais |
| 2007 | Robert Doornbos    |